# Lisa Lisa
Lisa Vélez (Nueva York, Estados Unidos; 15 de enero de 1967), más conocida por su nombre artístico Lisa Lisa, es una cantante y actriz estadounidense. Ella saltó a la fama a principios de la década de los 1980 como una integrante de la banda Lisa Lisa and Cult Jam.

## Primeros años
Vélez es de ascendencia puertorriqueña y creció en la ciudad de Nueva York y asistió a Julia Richman High School en Manhattan, Nueva York. Según la revista Spin Magazine, nació en 1967 en Hell's Kitchen, Nueva York, como la menor de 10 años de una madre que apoyó a la familia cuidando niños y un padre ausente. Aprendió a hablar español en casa e inglés en la escuela.

## Carrera
Lisa fundó la banda Lisa Lisa and Cult Jam con Mike Hughes y Alex "Spanador" Moseley en 1984. Lisa Lisa y Cult Jam grabaron su primer sencillo, "I Wonder if I Take You Home", poco después de formarse en 1985, lanzándolo como un sencillo independiente. El grupo firmó rápidamente con Columbia Records, que volvió a lanzar el sencillo; subió al R & B Top Ten y al U.K. Top 20. El grupo acumuló una cantidad de éxitos durante los años 80, pero a fines de la década su éxito había empezado a agotarse. Su cuarto y último álbum, Straight Outta Hell's Kitchen, tuvo un éxito comercial menor, aunque incluyó un éxito con "Let the Beat Hit Em", que alcanzó el Top 40 pop y fue un éxito # 1 tanto en el R & B y tablas de club. El grupo se disolvió en 1991. Vélez siguió carreras individuales y de actuación, y Moseley y Hughes continuaron a otros proyectos.
Lisa Lisa lanzó un álbum en solitario llamado LL77 en 1994, que incluía el éxito moderado del club "When I Fell In Love" (que fue remezclado por Junior Vasquez) y el notable sencillo "Skip To My Lu", que llegó al # 38 en el R & B gráfico. Ella resurgió alrededor de 2001 en la serie de Nickelodeon Taina, en la que interpretó a la madre del personaje principal. El 24 de junio de 2008, Lisa Lisa presentó un premio en los Premios BET que despertó el interés de que ella pueda estar planeando un regreso. En 2009, Lisa Lisa lanzó Life 'n Love, un álbum completo de nuevo material en Mass Appeal Entertainment con el sencillo "Can not Wait" con el rapero invitado Pitbull. El álbum también presenta una versión de portada de la canción "Stand", que fue originalmente interpretada por Taylor Dayne en su álbum de 1998 "Naked Without You".

## Discografía
| Título       | Detalles del álbum                                                                         |
| ------------ | ------------------------------------------------------------------------------------------ |
| LL77         | - Lanzado: 25 de enero de 1994 - Formatos: LP record, CD - Designación: Pendulum           |
| Life 'n Love | - Lanzado: 14 de julio de 2009 - Formatos: CD, descarga digital - Designación: Mass Appeal |

## Filmografía
| Año       | Título            | Rol                  | Notas             |
| --------- | ----------------- | -------------------- | ----------------- |
| 2001–2002 | Taina             | Gloria Elana Morales | Papel principal   |
| 2003      | La Ley y el Orden | Lucy Mireles         | Episodio: "Smoke" |